# Chelonus fischeri
Chelonus fischeri är en stekelart som först beskrevs av Vladimir Ivanovich Tobias 1994.  Chelonus fischeri ingår i släktet Chelonus och familjen bracksteklar. Inga underarter finns listade i Catalogue of Life.